# 3415 Danby
3415 Danby este un asteroid din centura principală, descoperit pe 22 septembrie 1928 de Karl Reinmuth.